# ケズィック・コンベンション
クズィック・コンベンションはキリスト教の聖会の名前。C.バタスビーが始めた、イギリスのケズィック(Keswick: 通常地名としては「ケズウィック」と記される)を発祥の地とする実践的ホーリネス運動の促進のための超教派の聖会。ケズウィックには、宿泊もできるカンファレンスセンターがあり、3週間にわたるケズイック・コンベンションのほか、年中を通じて様々なプログラムが行われている。
現在、世界中のあらゆる場所でもケズィック聖会が毎年開催されている。超教派の集会なので、聖公会・バプテスト・長老派そして他の幅広い教派から多くの教職者、信徒が参加している。

## 歴史
アメリカのメソジスト教会におけるホーリネス運動が起こり、ホーリネス教会が誕生する。1880年代に長老派、バプテスト派、会衆派に及び、米国からカナダ、イギリス、インドまで影響を与えた。
イギリスでC.バタスビーがホーリネスに影響されて、ケズィック・コンベンションを始めた。1875年以来、毎年「実践的ホーリネスの促進のための」聖会として開催されている。ケズィックとは英国の湖水地方にあるリゾートタウンの名前である。

## 日本におけるケズイック・コンベンション
イギリス本国のケズイック・コンベンションの影響をうけた、バークレー・バックストン、パゼット・ウィルクスなどの日本への宣教師達によって日本にホーリネス運動の影響を与える教会・教派を形成することになった。
それらのホーリネス運動の影響を受けた教会を中心として1962年（昭和37年）クリスチャン修養会「日本キリスト者修養会」が箱根湯本三昧荘で開催され、その後イギリスのケズイック本部(Keswick Ministries)の了承をえて、「日本ケズィック・コンベンション」と改名された。
現在、毎年2月～3月、沖縄、九州（大分・城島高原にて２泊３日）、福岡（日帰り）、大阪、神戸、京都、奈良、箱根、東京、北海道等で日本ケズィック・コンベンションが開催されている。
イギリスのケズイック・コンベンションが宿泊を前提とし、大人だけでなく子どもや青年を対象としたプログラムが充実したファミリーリトリート的なものに対し、日本のケズイック・コンベンションは1日～3日程度の説教を主体としてプログラムになっている。（九州ケズィック・コンベンションでは子どもを対象にした集会や研修会なども行われる。また九州ケズィック・コンベンションとは別に、福岡では日帰りの聖会も行われる。）

## 特徴
- ケズィックは教理的体系や、組織や教派でもなく、ホーリネス促進のための運動である。
- 全体的にみてケズィックの神学は基本的に主流派プロテスタント神学である。神学思想のすべての主要教派から影響を受けている。

## 内容
- テーマは「みなキリストにあって一つ」（ガラテヤ3:28）
- 講師はイギリスのケズィック・コンベンションで奉仕した説教者のほか、日本人説教者も招かれている。
- 伝統的なケズィック・コンベンションはそれぞれの日に特別な主題が与えられる。
  - 一日目（罪を強調する）聖潔についての神の基準と人間の罪について教え、霊的な必要を奨励する。
  - 二日目（勝利的クリスチャン生活のための神の備え）キリストとの同一化を教える。キリストとの同一化はパウロの神学の核心とされている。

## 影響を受けた主な人
- バークレー・バックストン
- パゼット・ウィルクス
- エミー・カーマイケル
- マーガリット・エミー・バーネット